# Niels Klim prisen (Science Fiction)
Niels Klim prisen er en litterær pris, der uddeles hvert år i marts til noveller og kortromaner indenfor genren Science fiction. Kravene er at værkerne må have en maksimal længde på 40.000 ord. Værkerne inddeles i kategorier efter længde, således at der i princippet bliver tre prisvindere hvert år - en i hver af kategorierne novelle, langnovelle og kortroman. Dog er der enkelte år, kun uddelt to priser.    
Siden 2011 har således 14 mandlige og 4 kvindelige forfattere modtaget Niels Klim prisen og dertil er den i 2017 uddelt kollektivt til en skoleklasse for langnovellen Ogel i Fare, Lurifaks. Prisen har fysisk form af et trofæ udarbejdet af en kunstner - senest en glasblok med laserindgraveret motiv udført af Manfred Christiansen - den overrækkes ved en ceremoni, der kan foregå fx til Fantasticon - med begrundelse, oplæsning og prisuddeling.    
Enhver kan indstille et værk, de opfatter som Science Fiction, en priskomite udformer en shortliste blandt de indstillede værker, hvorefter der foretages en afstemning blandt læsere.  
Prisen blev oprettet i 2011 og har siden 2014 været udelukkende for udgivelser på dansk som originalsprog, mens oversættelser har fået deres egen særskilte pris.  

## Prismodtagere
- 2011: Michael Kamp, A. Silvestri, Lars Ahn
- 2012: Lars Ahn, Richard Ipsen, Jesper Rugård
- 2013: Peter Adolphsen, Jesper Goll, Majbrit Høyrup
- 2014: Paul Calderara Eskekilde, Mikkel Harris Carlsen, A. Silvestri
- 2015: Jesper Goll, Ida-Marie Rendtorff, A. Silvestri
- 2016: Maybritt Høyrup, Richard Ipsen
- 2017: Carolineskolens 4. klasse, Chr. K. Winther
- 2018: Olga Ravn, Kenneth Krabat, Gudrun Østergaard, Jakob Drud

## Eksterne Henvisninger
- Hvad er niels-klim-prisen/
- Niels Klim prisen sf-fan.dk